# Диполд фон Лехсгемюнд
Диполд фон Лехсгемюнд (на немски: Diepold von Lechsgemünd; * ок. 1140; † 1 юли 1192) е от 1150 г. граф на Лехсгемюнд в Бавария и Матрай в Тирол.

## Биография
Той е големият син на граф Фолкрат фон Лехсгемюнд († пр. 1160, убит в битка) и съпругата му Лиутгард фон Фобург († 25 септември 1148), дъщеря на маркграф Дитполд III фон Наббург-Фобург-Хам († 1146) и принцеса Аделайда Полска († 1127), дъщеря на крал Владислав I Херман от Полша († 1102) и Юдит Швабска († 1092/1096), дъщеря на император император Хайнрих III († 1056). Внук е на граф Хайнрих I фон Лехсгемюнд-Фронтенхаузен († 1142) и Луикардис († сл. 1135).
Брат е на граф Хайнрих III фон Фронтенхаузен, Матрай и Лехсгемюнд († сл. 1 март 1214).
Диполд фон Лехсгемюнде привърженик на Хоенщауфените, води много типични феодални битки и продължава графската линия Лехсгемюнд-Грайзбах. Диполд фон Лехсгемюнд умира на 1 юли 1192 г. и е погребан в манастир Кайзхайм, основан през 1133 г. от дядо му граф Хайнрих I фон Лехсгемюнд († 1142).
Графовете фон Лехсгемюнд са могъщ франкско-баварски благороднически род през Средновековието, с първоначална резиденция в Марксхайм. Те управляват Зуалафелдгау от замъка им Лехсенд (Лехсгемюнд), намиращ се на река Лех. Регенсбургските търговци обаче разрушават замъка понеже не са съгласни с техните мита. Графската фамилия се мести след това в съседния Грайзбах, днес част от Марксхайм, и започват да се наричат графове фон Лехсгемюнд-Грайзбах. През 1327 г. умира последният мъжки представител на род Лехсгемюнд с Гебхард III фон Грайзбах като епископ на Айхщет. През 1342 г. цялата собственост на графовете фон Лехсгемюнд попада на Вителсбахите.

## Фамилия
Диполд фон Лехсгемюнд се жени 1188 г. за принцеса Агата фон Тек († сл. 1192), дъщеря на херцог Адалберт I фон Тек († сл. 1195). Те имат две деца:
- Бертхолд I фон Лехсгемюнд-Грайзбах († сл. 10 август 1253), граф на Лехсгемюнд-Грайзбах, женен I. за Аделхайд († 1223), II. сл. 1223 г. за Аделхайд († сл. 1242)
- дъщеря, омъжена за граф Фридрих IV фон Труендинген († 1253), син на граф Фридрих III фон Труендинген († 1195)